# ألان غرانت (صحفي)
ألان غرانت (بالإنجليزية: Allan Grant)‏ هو صحفي ومصور أمريكي، ولد في 23 أكتوبر 1919 في نيويورك في الولايات المتحدة، وتوفي في 1 فبراير 2008 في برينتووود في الولايات المتحدة بسبب ذات الرئة.